# Vice Vukov
Vice Vukov, född 3 augusti 1936 i Šibenik, död 24 september 2008 i Zagreb, var en kroatisk sångare, intellektuell, diplomat och socialdemokratisk politiker. Under sin karriär spelade han in över 400 låtar.

## Bakgrund och musikalisk karriär
Vukov började sjunga 1953, när han gick på gymnasiet i Šibenik. Han stängdes av från skolan efter att han i en uppsats om Ryssland hade skrivit att revolutionen 1917 inte var en revolution utan ett uppror. Han flyttade till Zagreb 1955 för att studera på universitetet och var där en del av studentkören ”Ivan Goran Kovačić”. Han tog examen i filosofi. Vukovs musikaliska karriär började 1959, då han vann Opatijafestivalen med låten ”Mirno teku rijeke”. Vukov deltog sedan flera gånger i Jugovizija, den jugoslaviska uttagningen till Eurovision Song Contest (ESC). Första gången var 1962, då han framförde bidraget ”Dolazak” och blev utan placering. Han vann året därpå med bidraget ”Brodovi”, och i ESC kom han på elfteplats med tre poäng. Han återkom till Jugovizija 1965, där han framförde fyra bidrag; ”Čežnja”, ”Putuji dani i reke”, ”Leni” och ”O, drugar moj”. ”Čežnja” blev det vinnande bidraget. I ESC kom bidraget på tolfteplats med två poäng. Han deltog även i Jugovizija 1969 med låten Cvijece za Mariju och kom på delad åttondeplats. Han har vunnit Splitfestivalen fem gånger; 1965, 1966, 1967, 1968 och 1970. Han deltog i Sopotfestivalen i Polen 1966, samt två gånger (1967 och 1968) i Intervision Song Contest där han kom på andraplats båda gångerna. Han har även turnerat i hela världen, däribland i USA, Kanada, Sovjetunionen, Storbritannien, Frankrike och Tyskland.
Vice Vukov är i släkt med sångerskan Tina Vukov.

## Politisk karriär
Under slutet av 1960-talet gjorde Vukov ett antal uttalanden som den jugoslaviska regimen såg som uttryck för kroatisk nationalism. Likaså vägrade han under festivalframträdanden att bära dräkter med de jugoslaviska färgerna. I början av 1970-talet blev han alltmer kontroversiell och Radio Sarajevo tog bort hans låtar från sin repertoar. Detta exempel följdes sedan av andra radiostationer runt om i landet. Han fick även negativ publicitet i den jugoslaviska pressen. Detta eskalerade då Vukov deltog tillsammans med Franjo Tuđman och Marko Veselica i den kroatiska våren 1972 och blev stämplad som nationalist av den jugoslaviska regimen. Detta blev slutet på hans musikaliska karriär. Polisen gjorde en razzia i hans lägenhet medan han var på turné i Australien och han flydde till Paris. Under sin vistelse i Frankrike tog han examen i juridik, ekonomi och statsvetenskap från Institut des Hautes Etudes Internationales.
Vukov återvände till Jugoslavien 1976 efter att polisen tappat intresset för honom. Han var dock fortfarande förbjuden att uppträda offentligt. Han fortsatte att studera vid Zagrebs universitet och blev professor i filosofi, italienska och italiensk litteratur. Från 1978 arbetade han på ett förlag. Först 1989 kunde han återuppta sin musikkarriär, då han gav ut albumet Bella Italia utan sitt namn på. Han genomförde därefter 14 utsålda konserter på Vatroslav Lisinskis konserthus i Zagreb.
I samband med Kroatiens självständighet från Jugoslavien uttrycke Vukov till en början sitt stöd för Franjo Tuđman, men bröt sedan med denne. Han gick med i Kroatiens socialdemokratiska parti och blev invald som ledamot i Zagrebs stadsfullmäktige 2001. Samma år blev han utnämnd till Kroatiens ambassadör i Schweiz. Han var även ledamot i den kroatiska Helsingforskommittén.
Den 17 november 2005, medan han gick i trapporna till parlamentsbyggnaden, snubblade han och åsamkades en skallfraktur. Kort efter att han lades in på sjukhus och opererats föll han i koma. Han dog som en följd av sina skador 24 september 2008.
Vukov skrev självbiografin Pogled iza ogledala. Från 1996 var han även krönikör och kommentator för flera tidningar.